# Коболдо
Коболдо́ — село (в 1958—2012 — посёлок городского типа) в Селемджинском районе Амурской области России. Образует сельское поселение Коболдинский сельсовет.

## География
Расположено в 40 км к юго-западу районного центра, пгт Экимчан, на правом берегу реки Селемджа, в 14 км от региональной автодороги 10К-027 Свободный — Экимчан. Расстояние до ближайшей железнодорожной станции Февральск — 140 км (на юго-запад).

## История
Населённый пункт впервые упоминается в 1904 году. В переводе с эвенкийского «колбо» — лабаз для хранения продуктов. Был основан как посёлок золотодобытчиков.
Статус посёлка городского типа — с 1958 по 2012 год.

## Население
| 1959 | 1970 | 1979 | 1989 | 2002 | 2009 | 2010 |
| ---- | ---- | ---- | ---- | ---- | ---- | ---- |
| 1152 | ↘899 | ↘749 | ↘715 | ↘551 | ↘484 | ↘445 |
| 2011 | 2012 | 2013 | 2014 | 2015 | 2016 | 2017 |
| ↘444 | ↘432 | ↘420 | ↗424 | ↘416 | ↘401 | ↘392 |
| 2018 | 2021 |      |      |      |      |      |
| ↘378 | ↘275 |      |      |      |      |      |

## Экономика
Добыча золота.